# Grygieliszki
Grygieliszki (Duits: Grilskehmen; 1938-1945: Grilsen) is een plaats in het Poolse woiwodschap Ermland-Mazurië, gelegen in het district Gołdapski. De plaats maakt deel uit van de stad- en landgemeente Gołdap en telt 30 inwoners.